# أبو الحسن اللخمي
 علي بن محمد الربعي القيرواني أبو الحسن اللخمي من فقهاء المذهب المالكي (المدرسة المغربية). كان دينا، متفننا. حاز رئاسة بلاد إفريقية جملة، وتفقه به جماعة السَّفَاقُسيين. كان مغرىً بتخريج الخلاف ويخالف المذهب وقواعده وهو التجديد في فقه الإمام مالك، وهو باعث الحركة العلمية في بلاد المغرب .

## مكانته وأثره في المذهب
من الطبقة العاشرة في طبقات المذهب المالكي من أهل أفريقية، كان رئيس الفقهاء في عصره، وأحد الأربعة الذين اعتمدهم خليل في مختصره.
قال فيه القاضي عياض :«وكان أبو الحسن فقيهاً فاضلاً ديّناً مفتياً متفنناً، ذا حظ من الأدب والحديث، جيد النظر، حسن الفقه، جيد الفهم. وكان فقيه وقته، أبعد الناس صيتاً في بلده. وبقي بعد أصحابه، فحاز رئاسة بلاد إفريقية جملة».

## مؤلفاته
- التبصرة حقيق بالمطالعة وإمعان النظر، فهو كتاب فقه دليل، ونقد لآراء في المذهب المالكي، وكتاب ردود، وتعليل ومناظرة، وفيه من المحاسن ما لا يوصف.يحوي جملة من اختياراته التي خرجت عن قواعد المذهب.
- شرح الوغليسية.
- فضائل الشام

## وفاته
توفي بصفاقس سنة ثمان وسبعين وأربعمائة ((478هـ)).

## وصلات خارجية
- [نبذة عن أبو الحسن اللخمي]